# بروس تشرشل موراي
بروس تشرشل موراي (بالإنجليزية: Bruce Churchill Murray) (30 نوفمبر 1931 - 29 أغسطس 2013) فيزيائي وفلكي أمريكي متخصص في العلوم الكوكبية. مدير لمختبر الدفع النفاث (JPL) وأحد مؤسسي الجمعية الكوكبية.

## السيرة الذاتية

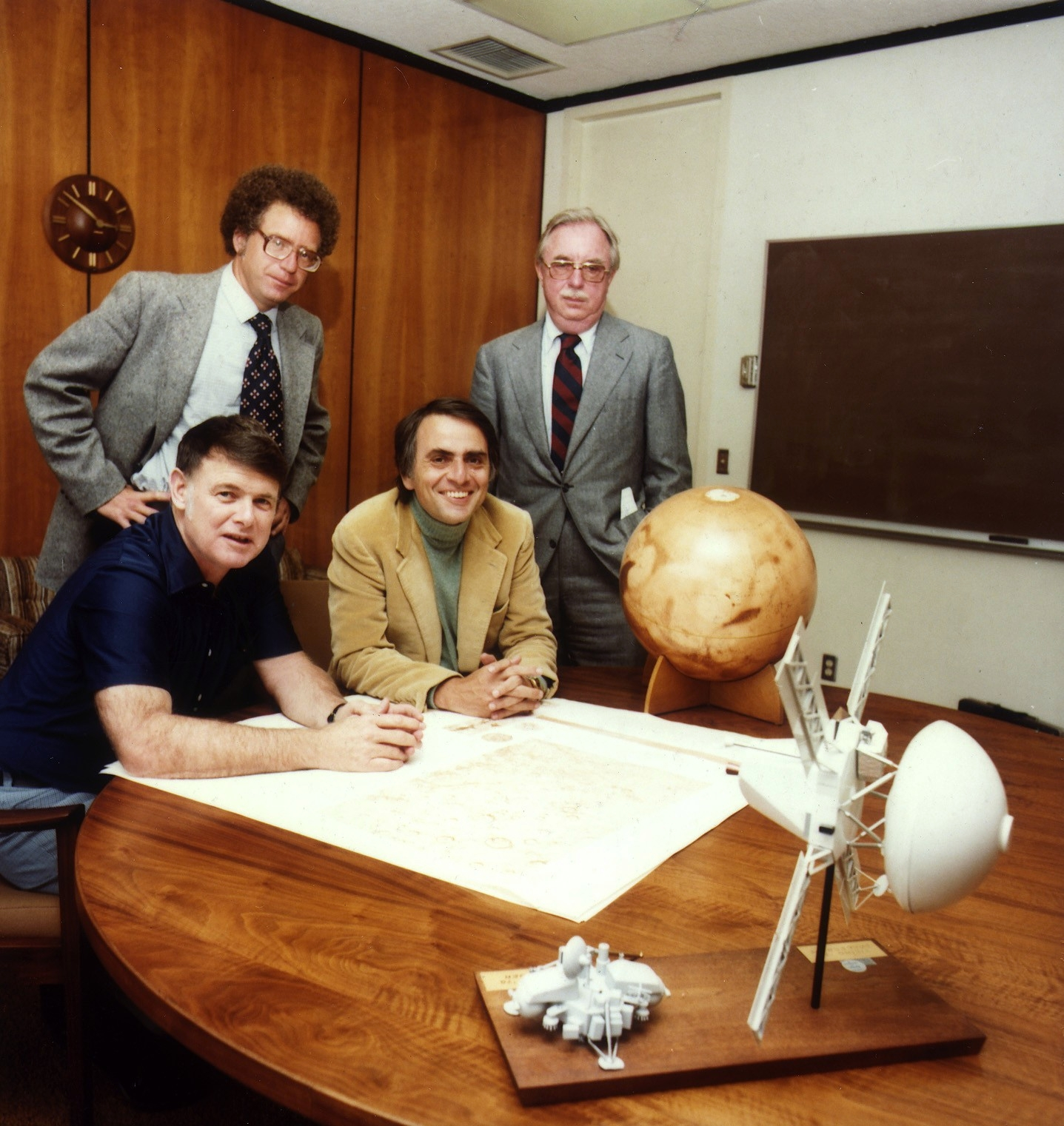
مؤسسي الجمعية الكوكبية، لويس ديل فريدمان يقف في اليسار، كارل ساغان جالس في المنتصف وبروس تشرشل موراي في اليمين في سنة 1980.

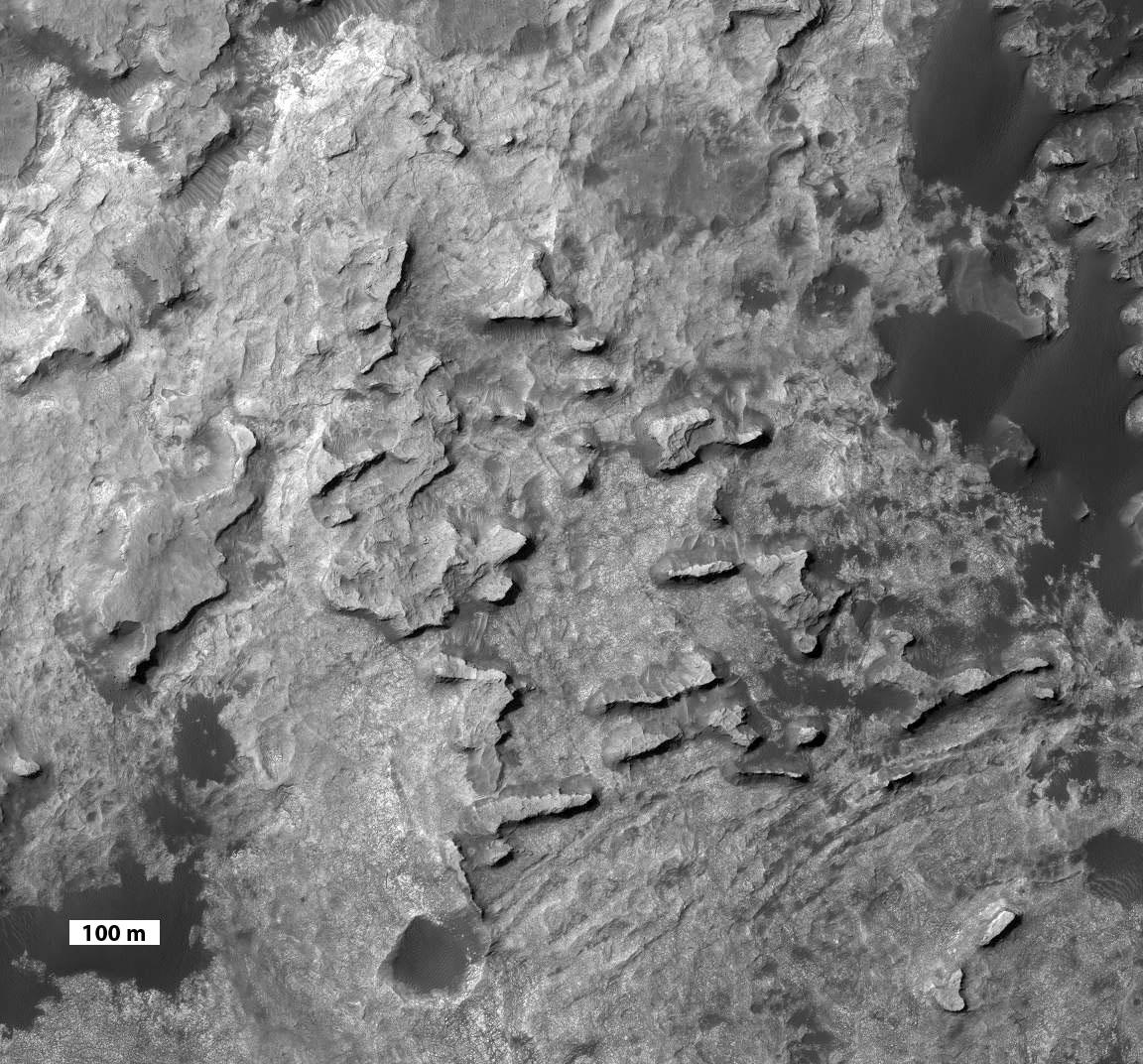
صورة لعربة كيوريوسيتي روفر قبل دخولها موري بوتس المؤدية إلى جبل الريح.

### التعليم والحياة المبكرة
حصل موراي على درجة الدكتوراه في الجيولوجيا من معهد ماساتشوستس للتكنولوجيا (MIT) في عام 1955 وانضم إلى طاقم عمل شركة شيفرون في كاليفورنيا كجيولوجي قبل أن ينضم إلى سلاح الجو الأمريكي ويخدم كجيوفيزيائي. التحق بعد انهاء فترة خدمته إلى معهد كاليفورنيا للتكنولوجيا في عام 1960.

### الحياة العملية
في عام 1963، أصبح موراي أستاذاً مساعداً في معهد كاليفورنيا للتقنية ثم أستاذاً في عام 1969 وأستاذا فخريا في عام 2001.
بدأ موراي العمل في مختبر الدفع النفاث التابع لمعهد كاليفورنيا للتقنية في عام 1960، في الفترة ما بين 1 أبريل 1976 إلى 30 يونيو 1982 حصل على منصب مدير المختبر. استغل موراي منصبه في توظيف وتعيين مهندسات في المختبر الأمر الذي لم يكن سائدا في ذلك الوقت. يرجع لموراي الفضل في تنفيذ بعثة جاليليو إلى المشترى حيث تزامن موعد تنفيذها مع فترة تقليل ميزانيات استكشاف الفضاء.
أسس كلا من موراي، كارل ساغان ولويس فريدمان الجمعية الكوكبية، وعمل فترة في منصب مدير الجمعية.

### الحياة الشخصية والوفاة
تزوج موراي مرتين، رزق من الأولى، جوان أوبرين، بثلاث أطفال. انفصل الثنائي في عام 1970. لم يحتج موراي إلا عام واحد ليتزوج المرة الثانية (في عام 1971) من سوزان موراي رزق منها بطفلين.
أحد أبناء عمومة موراي هو رئيس مجلس النواب السابق توم فولي.
توفي موراي في منزله في أوسيانسيدي بولاية كاليفورنيا في 29 أغسطس 2013 عن عمر يناهز81 عامًا، بعد معاناه مع مرض آلزهايمر.

## الجوائز والتكريمات
- في عام 1997، حصل موراي على جائزة كارل ساغان التذكارية.
- في عام 2004، تم منح موراي جائزة تيلوريد للتقنية في مهرجان التكنولوجيا في تيلورايد، كولورادو.
- تم تسميه كويكب 4957 بروس موراي على اسمه تكريما له وتخليدا لذكراه.
- في 13 نوفمبر 2013، أعلنت وكالة ناسا تكريمها لموراس واطلاق اسمه على فوهة بركانية «موراي ريدج» وعلى مدخل جبل الريح تحت اسم «موراي بوتس».[1]

## وصلات خارجية
- السيرة الذاتية لبروس موراي
- تاريخ مختبر الدفع النفاث نسخة محفوظة 23 يوليو 2019 على موقع واي باك مشين.
- Murray مرات الظهور على سي-سبان